# 布拉德福蛋白質定量法
布拉德福蛋白質定量法（Bradford protein assay），亦稱作“考馬斯亮藍法”、“考馬斯藍染色法”（coomassie blue staining），為一種利用光譜學技術分析溶液中蛋白質濃度的技術。本定量法會受待測胺基酸序列影響，此方法為Marion M. Bradford醫生所開發。

## 原理

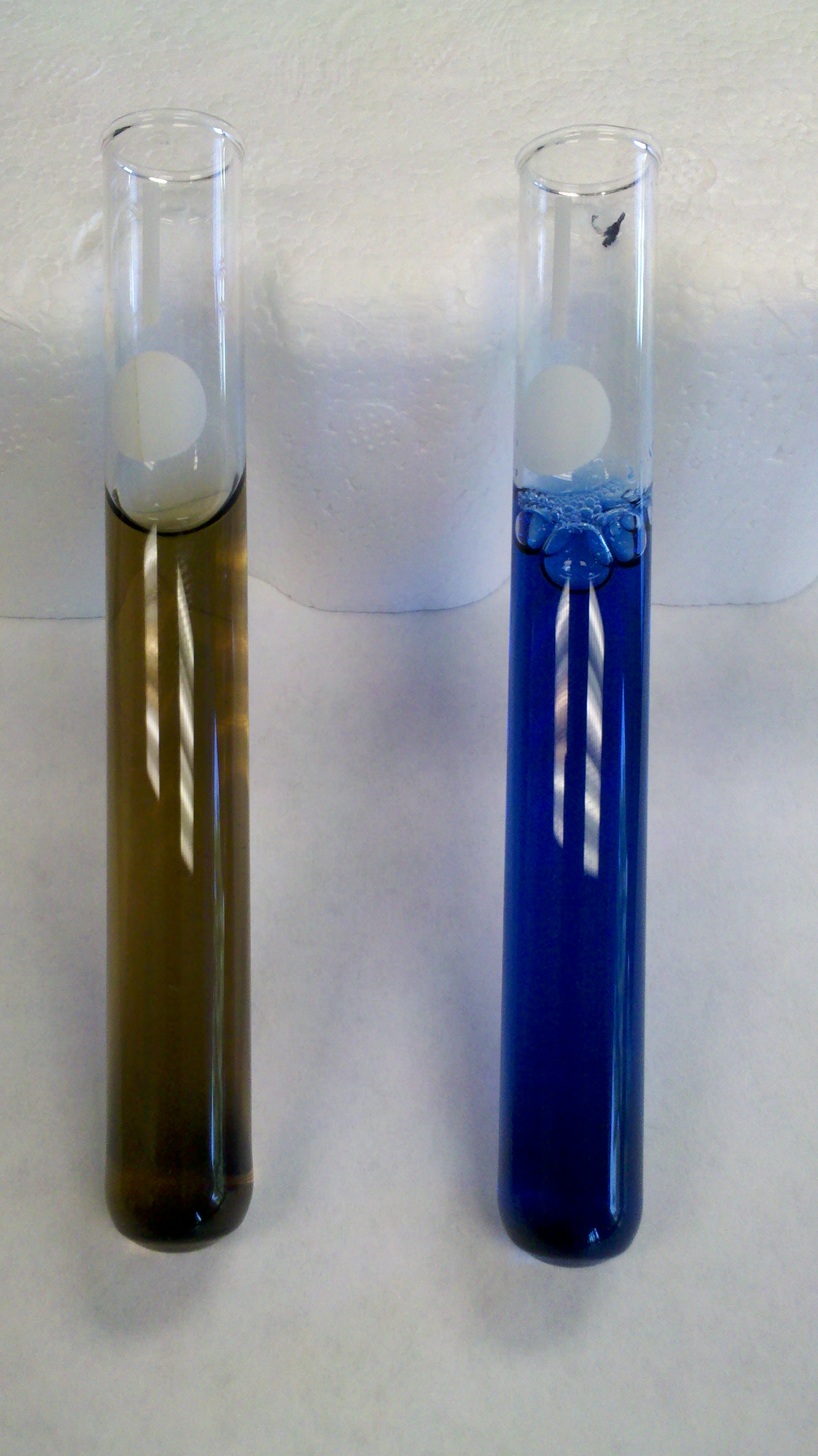
左：布拉德福溶液
右：布拉德福溶液+溶菌酶。

布拉德福蛋白質定量法為一種利用比色法測定蛋白質濃度的化驗法。考馬斯亮藍G-250在酸性環境下，會從紅色型態轉為藍色型態，並與蛋白質緊密結合。在形成這個複合物的過程中會經歷兩種反應：紅色態的考馬斯亮藍會先將其自由電子丟給蛋白質的可電離區，造成蛋白質構型改變，並暴露其疏水性區段。於是蛋白質的三級結構會以凡得瓦力與染劑結合。此外，染劑中的負電區會與蛋白質中的正電區相互結合，與蛋白質結合的考馬斯亮藍會因此穩定其藍色構型，造成溶液顏色改變，此時即可利用光譜儀來測量此變化。
与蛋白结合之后的染料，在一段时间（2 分钟到 1 小时）之内，其吸收光谱图在 595 nm 处有一个最大吸收峰。 染料在与蛋白结合前，以阳离子形态存在，显红色或者绿色；与蛋白结合之后，染料分子的阴离子形态被稳定，显蓝色。染料的吸收光谱在 595 nm 处的吸收峰的增加，正比于结合了蛋白质的染料分子数目，故也正比于样品中蛋白质的数目（浓度）。
布拉德福蛋白質定量法与其它测量蛋白的方法不同，不容易受到蛋白质中其它化学成分的影响。  

## 缺點
此蛋白质分析法会受几种洗涤剂和中性盐的干扰，如SDS，Triton。 结果也取决于所分析蛋白质中氨基酸的种类。

## 實驗方法

### 實驗器材
- 0.15 M 氯化鈉
- 微量吸管

### 實驗步驟（標準分析，濃度：200-1500 µg/mL）
1. 準備一純蛋白質（通常以牛血清蛋白）溶於0.15 M 氯化鈉溶液中，稀釋濃度為250、500、750和1500 µg/mL。並同時以同濃度稀釋待測蛋白質。
2. 在每個試管加入 100 µL 的稀釋蛋白質
3. 加入 5.0 mL 的考馬斯亮藍G-250到各試管並混合均勻。
4. 將光譜儀波長調整至 595 nm，並以無蛋白質的一管作為基準。
5. 5分鐘後測量各試管在 595 nm 下的吸光值
6. 畫出標準曲線，計算其吸光係數，並推估蛋白濃度

## 替代化驗法
其他替代蛋白質化驗法還有：
- 紫外－可见分光光度法
- 双缩脲试剂
- Lowry protein assay
- BCA protein assay
- Amido black protein assay

## 外部連結
- Bradford assay chemistry （页面存档备份，存于）
- Variable Pathlength Spectroscopy （页面存档备份，存于）
- OpenWetWare （页面存档备份，存于）